# Mandl József
Mandl József (Budapest, 1947. június 29. –) Széchenyi-díjas magyar kutató orvos, biokémikus, egyetemi tanár, a Magyar Tudományos Akadémia rendes tagja.

## Életpályája
Anyja Lichtman Edit vidéki cukrász, apja Mandl Leó vidéki kiskereskedő volt; mindketten holokauszttúlélők, a II. világháború után kerültek Budapestre és lettek hivatalnokok .
1973-ban végezte el a Semmelweis Egyetem Általános Orvostudományi Karát. Orvostanhallgatóként lett tudományos diákkörös, majd végzése óta dolgozott a budapesti Semmelweis Egyetem I. Sz. Kémiai és Biokémiai, illetve névváltozás után Orvosi Vegytani és Molekuláris Biológiai és Patobiokémiai Intézetében, amelynek professor emeritusa.1992-ben nevezték ki egyetemi tanárrá, 1992 és 2012 között az Intézet igazgatója. 
Alapító vezetője a Patobiokémia PhD programnak 1995 és 2020 között, illetve a Molekuláris Orvostudományok Doktori Iskolának 1999 és 2017 között. Intézetigazgatóként három új, kötelezően választható tantárgyat, a patobiokémiát, a molekuláris biológiai módszereket és az orvosi kémia alapjait vezette be az orvostanhallgatók képzésébe. Biokémiai és molekuláris biológiai kurzusokat, illetve mesterképzést indított a Budapesti Műszaki Egyetemen, és a Pázmány Péter Tudományegyetemen. 1998-2007 között az MTA Endoplazmatikus retikulum, 2007-2012 között az MTA Patobiokémia munkacsoportjának vezetője volt.
Igazgatói periódusa alatt intézetében hatan szereztek MTA doktora fokozatot, nyolcan habilitáltak, 40 PhD értekezést védtek meg. Hosszabb tanulmányutat töltött 1982-83-ban a Harvard University, Medical School munkatársaként Bostonban (USA, MA), és 1995-ben Fogarty ösztöndíjjal visiting professorként Chapel Hillben a University of North Caroline –n (USA, NC). 2000-2016 között tagja volt a Semmelweis Egyetem szenátusának. 2012-2017 között rektori tanácsadóként tevékenykedett.
1989-2014 között az ETT (Egészségügyi Tudományos Tanács titkára), 2014 óta az ETT elnöke. 1989-2013 között mellékállásban minisztériumi főosztályvezető, az ETT titkárság vezetője volt. 2003-2006 között a kormány Tudomány- és Technológiapolitikai Tanácsadó Testületének tagja. Két cikluson keresztül volt az MTA Tudományetikai Bizottság tagja.
Felesége dr. Molnár Zsuzsa belgyógyász, háziorvos; ikergyermekeik dr. Mandl Judit jogász és dr. Mandl Péter belgyógyász, reumatológus. Négy unokája van, Mandl Sára, Mandl Róbert, Mandl Simon, illetve Dezső Júlia .

## Kutatási területe
A  májműködés biokémiája és molekuláris biológiája, az endoplazmás retikulum stressz, antioxidánsok, C vitamin. Egyik alapítója az NGene gyógyszerfejlesztéssel foglalkozó cégnek. Legfontosabb tudományos megfigyelései a szénhidrát, glikogén anyagcsere, a méregtelenítés, és az antioxidáns védelem molekuláris szintű kapcsolataira irányultak. Kimutatta, hogy a sejtek egyes típusai glikogénlebontásból fedezik méregtelenítési, valamint egyes antioxidáns védelmi folyamataik egy részének energiaigényét. Leírt antioxidáns C-vitamin és glutation funkciókat a sejtek glikogén lebontásának szabályozásában, az endoplazmás retikulumban és a mitokondriumban. Preklinikai kutatásairól három szabadalmat jegyzett. Kutatásai a drog indukált májkárosodások, a májrák, és a kettes típusú cukorbetegségre ható gyógyszerfejlesztésben hasznosultak.

## Főbb művei
- Ádám, Faragó, Machovich, Mandl: Orvosi Biokémia egyetemi tankönyv (szerk. Ádám). Semmelweis Kiadó, 1996
- Orvosi Patobiokémia (szerk. Mandl, Machovich). Medicina Kiadó, 2007
- Medical Pathobiochemistry (eds. Mandl, Machovich) Medicina, 2013
- A máj endoplazmás reticuluma: alkalmazkodás a külső/belső környezethez. Székfoglaló előadások a Magyar Tudományos Akadémián, 2014
- Mandl J., Sajó A.: Sejtjog. Semmelweis Kiadó, 2016
- Bioetikai Kódex. Az orvosbiológiai/klinikai kutatások elveiről és gyakorlatáról (szerk. Mandl). Semmelweis Kiadó, 2016; második bővített kiadás 2019
- Mandl József; riporter Táncos László; Semmelweis, Budapest, 2018 (A katedra mesterei)

## Díjai, elismerései
- Akadémiai Díj (2001)
- Semmelweis Ignác Emlékérem (Semmelweis Egyetem) (2011)
- Széchenyi-díj (2014)
- A Magyar Érdemrend középkeresztje polgári tagozat (2021)
- Semmelweis-díj (Minisztérium) (2022)

### Tudományos fokozatai
- az orvostudomány doktora (1991)
- az MTA levelező tagja (2004)
- az MTA rendes tagja (2010)